# Hop by hop
Hop-by-hop de transport és un principi de controlar el flux de dades en una xarxa. Amb el hip-hop pel transport, trossos de les dades es transmeten de node a node en una manera store and forward. Com hop-by-hop de transport implica no només la font i el node de destinació, sinó més aviat part o la totalitat dels nodes intermedis, així, es permet que les dades es transmetran fins i tot si la ruta entre l'origen i destinació no està connectat permanentment durant la comunicació.
Tanmateix, el principi End-to-end afirma que el control del transport ha de ser aplicat d'extrem a extrem a menys que aplicació hop-by-hop transport aconsegueix un rendiment molt millor. D'altra banda, hop-by-hop requereix el transport per informació sobre l'estat de flux en els nodes intermedis, el que limita el seu escalabilitat. Aquesta és una de les raons per què gairebé totes les comunicacions d'avui en dia està controlada per l'extrem a extrem de protocols de transport com el TCP.
La investigació actual en l'àmbit de les xarxes mòbils és escassa considerant hop-by-hop de transport per als escenaris d'aplicació en què d'extrem a extrem de connexió només està disponible de manera intermitent, ja que en aquestes condicions, hop-by-hop de transport poden obtenir guanys substancials en el rendiment.